# Gastón Ricaud
Gastón Ricaud (Olavarría, provincia de Buenos Aires; 4 de enero de 1973) es un actor argentino. Entre sus participaciones más destacadas, se encuentran las telenovelas Floricienta, Chiquititas sin fin, Los exitosos Pells, Un año para recordar, Dulce amor, Amar después de amar y Go! Vive a tu manera.

## Biografía
Gastón Ricaud nació el 4 de enero de 1973 en Olavarría, provincia de Buenos Aires. Sus padres, Ernesto y Mirta, trabajaron y vivieron siempre en el campo. Gastón lo hizo desde los nueve años, primero como carrero, manejando un tractor, más tarde como maquinista, y luego conduciendo cosechadoras.
A los 18 años decidió trasladarse a Buenos Aires, con motivo de estudiar diseño industrial como su hermano Pablo, 4 años mayor. Allí, a la par que trabajaba de mozo, tuvo acceso a un folleto del taller de teatro que dictaba la actriz Gabriela Daniel, al cual decidió asistir. Ella le recomendó ir a un casting que tomaba Jorge Diaco hoy su amigo, a partir del cual comenzó a realizar sus primeras publicidades.
En 1994 lo contrataron para una participación en la telenovela Aprender a volar, que protagonizaban Juan Carlos Thorry y Gloria Carrá. Más tarde, comenzó a tener papeles protagónicos en Mil millones, Buenos vecinos, Los Roldán y Chiquititas.

## Televisión
| Año       | Título                          | Personaje                               | Canal      |
| --------- | ------------------------------- | --------------------------------------- | ---------- |
| 1994-1995 | Aprender a volar                | Lucas                                   | El Trece   |
| 1995-1996 | Montaña rusa, otra vuelta       | Rodrigo                                 | El Trece   |
| 1999      | Gasoleros                       | Julián                                  | El Trece   |
| 1999-2001 | Buenos vecinos                  | Luciano Marchese                        | Telefe     |
| 2001      | Chiquititas                     | Ramiro Linares                          | Telefe     |
| 2001      | PH, propiedad horizontal        | Daniel                                  | Canal 9    |
| 2002      | 1000 millones                   | Gonzalo                                 | El Trece   |
| 2003      | Malandras                       | Alejo Martínez Leiva                    | Canal 9    |
| 2004      | Los Roldán                      | Guido Silvera                           | Telefe     |
| 2004      | Floricienta                     | Maximiliano Stoffa                      | El Trece   |
| 2005      | Amor mío                        | Santiago Mendoza                        | Telefe     |
| 2006      | Chiquititas sin fin             | Lucas "Kili" Rodríguez                  | Telefe     |
| 2008-2009 | Los exitosos Pells              | Juan Ríos                               | Telefe     |
| 2009-2010 | Los exitosos Pérez              | José Fortuna "Joséfo"                   | Televisa   |
| 2010      | Alguien que me quiera           | Máximo                                  | El Trece   |
| 2010      | Caín y Abel                     | Nicolás Pereira                         | Telefe     |
| 2011      | Un año para recordar            | Nacho Ventura                           | Telefe     |
| 2012-2013 | Dulce amor                      | Freddy Di Marco                         | Telefe     |
| 2013      | Historias de corazón            | Marcos "Ep: El vestido rojo"            | Telefe     |
| 2013      | Historias de corazón            | Claudio "Ep: Cuidado con lo que deseas" | Telefe     |
| 2013      | Sos mi hombre                   | Santiago Vega                           | El Trece   |
| 2013      | Rescatistas                     | René Chávez                             | TV Pública |
| 2013      | Los vecinos en guerra           | Jimmy Oftroff                           | Telefe     |
| 2014      | Mis amigos de siempre           | Nicolás "Nico"                          | El Trece   |
| 2014      | La celebración                  | Horacio "Ep: Egresados"                 | Telefe     |
| 2015      | Pan y vino                      | Marcos Leal                             | América TV |
| 2017      | Amar después de amar            | Andrés Kaplan                           | Telefe     |
| 2018      | Cien días para enamorarse       | Dr. Martín López                        | Telefe     |
| 2019      | Go! Vive a tu manera            | Ramiro Achával                          | Netflix    |
| 2021      | WTF! Con la música a otra parte | Jefe de Alex "Ep: Alex vs Tony"         | Flow       |
| 2022      | El primero de nosotros          | Harvey                                  | Telefe     |
| 2022      | Diario de un gigoló             | Facundo                                 | Netflix    |

## Películas
| Cine | Cine                      | Cine                     | Cine              | Cine          |
| Año  | Película                  | Personaje                | Director          | Notas         |
| ---- | ------------------------- | ------------------------ | ----------------- | ------------- |
| 2010 | Deus Irae                 | Padre Marcos             | Pedro Cristiani   | Protagonista. |
| 2017 | Delicia                   |                          |                   | Protagonista. |
| 2019 | Go! La fiesta inolvidable | Ramiro Achaval           |                   |               |
| 2022 | El hombre inconcluso      | Oficial Julián Gianoglio | Matías Bertilotti | Protagonista. |

## Teatro
| Teatro    | Teatro                             | Teatro                      | Teatro            | Teatro                    |
| Año       | Obra                               | Personaje                   | Director          | Notas                     |
| --------- | ---------------------------------- | --------------------------- | ----------------- | ------------------------- |
| 1999      | He visto a Dios                    |                             |                   | Actor del elenco estable. |
| 2001      | Chiquititas                        | Ramiro Linares              | Cris Morena       | Protagonista.             |
| 2001-2002 | Runrún                             |                             | Virginia Lombardo | Protagonista.             |
| 2003-2004 | Romeo y Julieta                    |                             | Alicia Zanca      | Actor del elenco estable. |
| 2005      | Sueño de una noche de verano       |                             | Alicia Zanca      | Actor del elenco estable. |
| 2005      | La zapatera prodigiosa             |                             | Alicia Zanca      | Actor del elenco estable. |
| 2006      | Chiquititas sin fin                | Kili                        | Cris Morena       | Protagonista.             |
| 2009-2010 | El hombre araña, acción y aventura | Peter Parker / Hombre Araña | Leandro Pannetta  | Protagonista.             |
| 2016      | El club de los estafadores         |                             |                   | Protagonista.             |
| 2018      | La pipa de la paz                  |                             |                   | Protagonista.             |
| 2025      | Las chicas solo buscan divertirse  | Ricardo                     | Carlos Nieto      | Protagonista.             |